# Концерт для труби з оркестром (Щедрін)
Концерт для труби з оркестром Родіона Щедріна був написаний композитором у 1994 році на замовлення американського диригента Лоріна Маазеля. Тривалість цього твору близько 25 хвилин. Концерт складається з трьох частин:
- I. Allegretto moderato
- II. Lento
- III. Allegro

Маазель запропонував Щедріну написати концерт для труби під час прем'єри його третього концерту для оркестру «Старовинна музика російських провінційних цирків» в Чикаго. Перше виконання концерту відбулося 30 вересня 1994 року в Піттсбурзі силами Пітсбурзького симфонічним оркестром під орудою Лоріна Маазеля, партію сольною труби виконав Джордж Восбург. Восени наступного року фінський трубач Йоуко Хар'яне в супроводі Російського національного оркестру під управлінням Арнольда Каца вперше виконав цей концерт у Москві. Він же здійснив перший запис цього твору спільно з симфонічним оркестром Фінського радіо під управлінням Сарасте. Серед інших виконавців цього твору - Тимур Мартинов, неодноразово виконував його в супроводі симфонічного оркестру Маріїнського театру під управлінням Валерія Гергієва.